# Lac Kaitikotitceacik
Lac Kaitikotitceacik är en sjö i Kanada.   Den ligger i regionen Mauricie och provinsen Québec, i den sydöstra delen av landet, 290 km nordost om huvudstaden Ottawa. Lac Kaitikotitceacik ligger 497 meter över havet.
I omgivningarna runt Lac Kaitikotitceacik växer i huvudsak blandskog. Trakten runt Lac Kaitikotitceacik är nära nog obefolkad, med mindre än två invånare per kvadratkilometer.